# Echthroplexiella irinae
Echthroplexiella irinae är en stekelart som beskrevs av Nikol'skaya 1952. Echthroplexiella irinae ingår i släktet Echthroplexiella och familjen sköldlussteklar. Inga underarter finns listade i Catalogue of Life.